# John C. Stennis Space Center

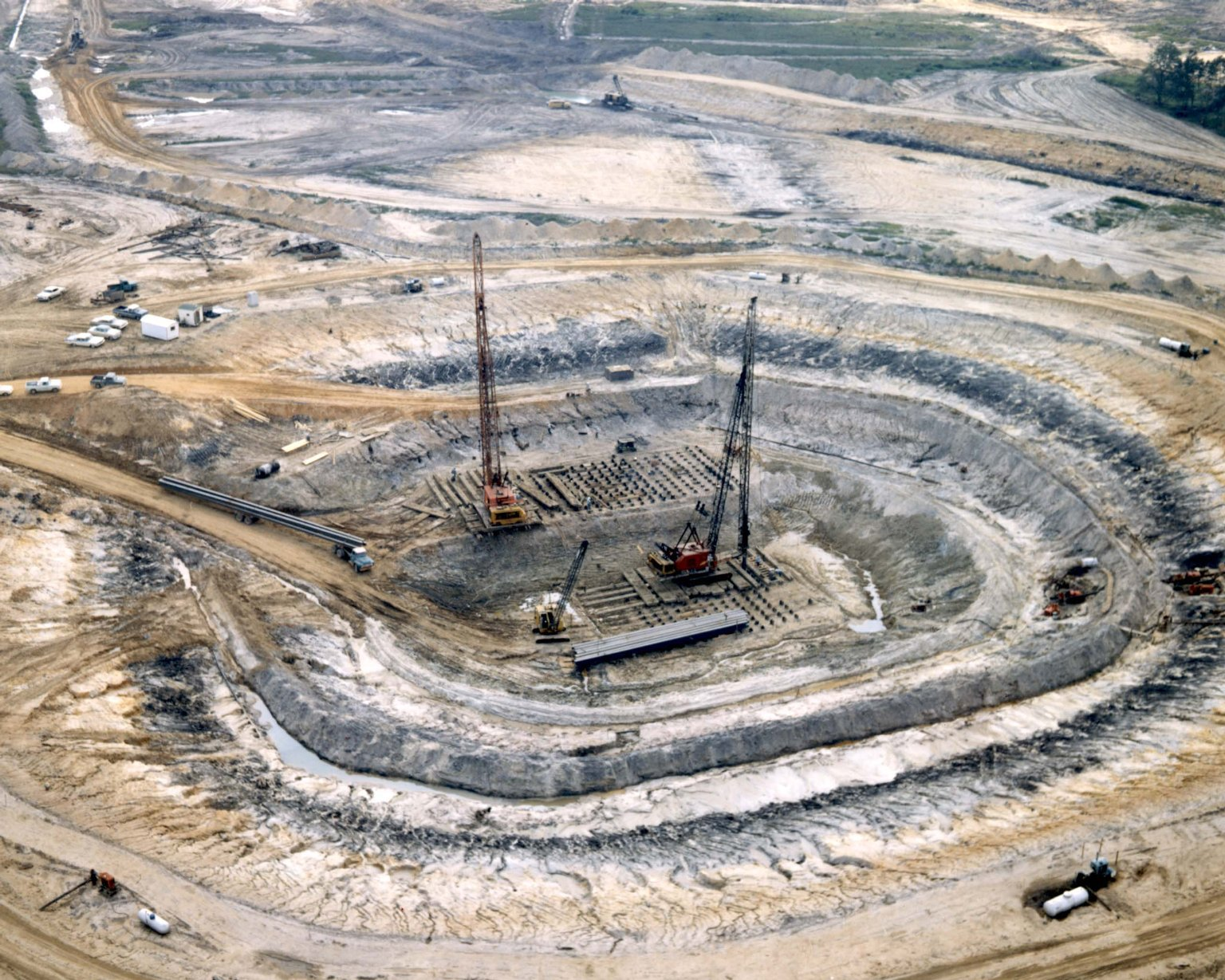
Il John C. Stennis Space Center durante la costruzione

Il  John C. Stennis Space Center (or SSC), situato a Hancock County, nel Mississippi sul confine con la Louisiana, è il più grande centro di test per i motori dei razzi della NASA.

## Storia
La costruzione di 13.500 acri del complesso del Mississippi Test Operations iniziò nell'ottobre del 1961. Per la loro isolatezza, le grandi strutture di cemento e metallo del centro sono state scelte per eseguire i primissimi test sui motori del gigantesco Saturn V. Tutti i motori serviti per portare gli uomini sulla Luna, sono stati testati qui. È significativo ricordare che durante tutte le missioni Apollo, il Saturn V, non ha fallito nemmeno un lancio.
Negli anni novanta è stato costruito un nuovo complesso, chiamato "E", per testare i motori di ultima concezione. Qui sono state effettuate le prove che hanno poi condotto alla commercializzazione dei motori per razzi ibridi, uno dei quali è stato utilizzato con successo dalla prima navicella spaziale privata, la SpaceShipOne.
Nel corso della sua breve storia, il centro è stato rinominato diverse volte:  prima Mississippi Test Facility nel 1965, poi National Space Technology Laboratories nel 1974, e infine, dal 1988, venne intitolato al senatore del Mississippi John C. Stennis, uno dei più grandi sostenitori del programma spaziale.

## Infrastrutture
Dall'inizio come centro di test, il centro spaziale Stennis è diventato sede di oltre 30 agenzie governative e compagnie private. Tra cui:
- La National Oceanic and Atmospheric Administration;
- Un ramo della Naval Research Laboratory;
- La Lockheed Martin Mississippi (centro spaziale e tecnologico);
- Il Naval Meteorology and Oceanography Command
- Il High Performance Visualization Center della University of Southern Mississippi